# Bahbahan
Bahbahan este un oraș din Iran.